# Netilmicin
Netilmicin là một loại của kháng sinh aminoglycoside. Những kháng sinh này có khả năng tiêu diệt nhiều loại vi khuẩn. Netilmicin không được hấp thu từ ruột và do đó chỉ được tiêm bằng cách tiêm hoặc truyền. Nó chỉ được sử dụng trong điều trị nhiễm trùng đặc biệt là những người kháng gentamicin.
Nó đã được cấp bằng sáng chế vào năm 1973 và được chấp thuận cho sử dụng y tế vào năm 1981.

## So sánh với thuốc
Theo Công thức quốc gia Anh (BNF), netilmicin có hoạt tính tương tự gentamicin, nhưng ít độc tai ở những người cần điều trị lâu hơn 10 ngày. Netilmicin hoạt động chống lại một số kháng gentamicin vi khuẩn gram âm nhưng ít hoạt động chống lại  Pseudomonas aeruginosa so với gentamicin hoặc tobramycin.
Tuy nhiên, theo các nghiên cứu được đề cập dưới đây, những ưu điểm trên còn gây tranh cãi:
- Netilmicin (Netromycin, Schering-Plough, Netspan- Cipla) : 
 Tóm lại, netilmicin chưa được chứng minh là có lợi thế đáng kể so với các aminoglycoside khác (gentamicin, tobramycin, amikacin nó đắt hơn; do đó, giá trị tiềm năng của nó là hạn chế. Thuốc thông minh & Dược lâm sàng: Tập. 17, số 2, trang 83-91 .
- Gentamicin mỗi ngày một lần so với netilmicin mỗi ngày một lần ở những bệnh nhân bị nhiễm trùng nghiêm trọng. Thử nghiệm lâm sàng ngẫu nhiên: 
 Chúng tôi kết luận rằng với liều dùng một lần mỗi ngày không có lợi ích gì đối với gentilin đối với độc tính trên thận chứng minh. Tạp chí hóa trị liệu kháng khuẩn (1994) 33, 823-835 .
- Độc tính trên tai và độc thận của gentamicin so với netilmicin ở những bệnh nhân bị nhiễm trùng nghiêm trọng. Một thử nghiệm lâm sàng ngẫu nhiên: 
 Chúng tôi kết luận rằng với điều trị một lần mỗi ngày, không có lợi ích nào của netilmicin so với gentamicin liên quan đến độc tính trên thận hoặc độc tai.  Lâm sàng Otolaryngol Đồng minh Sci. 1995 Tháng Tư; 20 (2): 118-23.
- Tương đối hiệu quả và độc tính của netilmicin và tobramycin ở bệnh nhân ung thư: 
 Chúng tôi kết luận rằng độc tính tai liên quan đến aminoglycoside ít nghiêm trọng hơn và thường hồi phục hơn với netilmicin hơn với tobramycin. Arch Med Med. 1986 tháng 12; 146 (12): 2329-34.
- Dùng aminoglycoside đơn liều hàng ngày. Lợi ích trị liệu và kinh tế : 
 Nghiên cứu trên động vật đã chỉ ra rằng dùng aminoglycoside một lần mỗi ngày sẽ hiệu quả hơn và ít gây độc thận hơn so với chế độ dùng thuốc hàng ngày thông thường. Netilmicin và amikacin là những loại thuốc thường được sử dụng nhất trong các thử nghiệm lâm sàng về chế độ dùng thuốc mỗi ngày một lần. Ugeskrift cho Lægerer. 1993 ngày 10 tháng 5; 155 (19): 1436-41.
- So sánh Netilmicin với Gentamicin trong Liệu pháp thử nghiệm Escherichia coli Viêm màng não: 
 Vì độc tính giảm và lớn hơn in vivo diệt khuẩn hoạt động, netilmicin có thể cung cấp một lợi thế hơn gentamicin trong điều trị viêm màng não trực khuẩn gram âm. Chất chống vi trùng hóa học. 1978 tháng 6; 13 (6): 899-904.
- So sánh netilmicin và gentamicin trong điều trị nhiễm trùng vùng chậu: 
 Vi khuẩn được phân lập theo tiêu chuẩn kỹ thuật nuôi cấy trước khi trị liệu được tiết lộ Neisseria gonorrhoeae trong 69% và 51% nhóm netilmicin và gentamicin, tương ứng; sinh vật kỵ khí được nuôi cấy trong khoảng 75% của mỗi nhóm. Sản khoa & Phụ khoa 1979; 54: 554-557.
- Netilmicin: đánh giá độc tính ở động vật thí nghiệm: 
 Dữ liệu hiện có cho thấy netilmicin mang lại lợi thế khác biệt so với các aminoglycoside cũ. Kết luận cuối cùng phải chờ đợi ngẫu nhiên thử nghiệm mù đôi ở người. J Int Med Res. 1978; 6 (4): 286-99.
- Nhiễm độc thận không đối xứng đường cong phản ứng với liều của aminoglycoside: 
 So sánh độc tính với aminoglycoside ở chuột, sử dụng nhiều liều lớn của con người, đã cho thấy lợi thế của netin. Tuy nhiên, không có lợi thế về độc tính trên thận của netilmicin đã được chứng minh ở liều thấp hơn được sử dụng trong các phòng khám. Chất chống vi trùng hóa học. 1981 tháng 6; 19 (6): 1024 Dòng1028.
- Độc tính tai so sánh của netilmicin, gentamicin và tobramycin ở mèo: 
 Theo các điều kiện của nghiên cứu này, ít nhất là gấp đôi (tiền đình) đến bốn lần (độ cochlear) giới hạn an toàn tương đối cho độc tính tai netilmicin trên tobramycin và gentamicin. Toxicol Appl Pharmacol. 1985 15 tháng 3; 77 (3): 479-89 .
- So sánh Netilmicin và Gentamicin Dược động học ở loài người: 
 Trong một nghiên cứu chéo, từng liều duy nhất của netilmicin và gentamicin đã được sử dụng tiêm bắp 1,0 và 2,5 mg / kg. Không có sự khác biệt đáng kể đã được quan sát giữa hai loại thuốc trong thời gian bán hủy, tốc độ phân phối và loại bỏ, diện tích dưới đường cong nồng độ trong huyết thanh, bài tiết nước tiểu, thanh thải toàn bộ cơ thể và giải phóng thận. Chất chống vi trùng và hóa trị liệu, tháng 2 năm 1980, tr. 184-187. Bộ phận nghiên cứu Schering-Plough, Bloomfield, New Jersey 07003.